# Arzneimittelbezogenes Problem
Unter arzneimittelbezogenen Problemen (kurz: ABP) versteht man Komplikationen, die im Zusammenhang mit einer Arzneimitteltherapie durch das Arzneimittel selber beim Patienten hervorgerufen wird. Arzneimittelbezogene Probleme beeinträchtigen den Therapieerfolg. Hier greift die Pharmazeutische Betreuung, indem sie vor oder während der Therapie arzneimittelbezogene Probleme identifiziert und rechtzeitig interveniert: „Pharmazeutische Betreuung ist die Mitverantwortung und Eingliederung des Apothekers in die Arzneimitteltherapie des Patienten um Arzneimittelbezogene Probleme zu erkennen und zu verhindern, sowie die Lebensqualität des Patienten zu verbessern.“

## Vorkommen
Arzneimittelbezogene Probleme entstehen beispielsweise durch mangelnde Therapietreue (Non-Compliance: die Patienten nehmen das Medikament aus Nachlässigkeit oder Vergesslichkeit unzureichend dosiert oder aus Angst von Nebenwirkungen gar nicht). Weiterhin können arzneimittelbezogene Probleme auftreten durch zu hohe oder zu niedrige Dosierung, zu kurze oder zu lange Therapiedauer, Nebenwirkungen und Wechselwirkungen mit anderen Mitteln oder Anwendungsfehler bei der Verabreichung. Zusätzlich kommt es im Bereich der Selbstmedikation vor, dass Symptome eine Selbstmedikation nicht zulassen, sondern eine ärztliche Abklärung erfordern oder ein gewünschtes Arzneimittel nicht angezeigt oder sogar kontraindiziert ist.
In Deutschland wurde erstmals 2005 in einer bundesweiten, durch die Landesapothekerkammern und das Zentrum für Arzneimittelinformation und Pharmazeutische Praxis (ZAPP) initiierten Studie das Auftreten von arzneimittelbezogenen Probleme systematisch untersucht. 2007 wurden in zwei Folgeprojekten weitere Daten erhoben, die getrennt die Bereiche Selbstmedikation (OTC) und Verordnungen abdeckten.
Im Bereich der Selbstmedikation, die sich zu 70 Prozent auf die vier Indikationsgebiete Schmerzen, Respirationstrakt, Magen-Darm-Trakt und Haut bezog, wurden bei nahezu jedem fünften Patienten arzneimittelbezogene Probleme festgestellt. Häufigste Probleme waren die Nichteignung einer Selbstmedikation (29,7 Prozent), gefolgt von dem Wunsch eines ungeeigneten Präparats (20,5 Prozent), eine zu lange Anwendungsdauer bis hin zum Missbrauchsverdacht (17,1 Prozent) und falsche Dosierung (6,8 Prozent).
Unter den Arzneimittelverordnungen nimmt die mangelnde Therapietreue (Non-Compliance) eine herausragende Stellung ein. Ihr Ausmaß wird je nach Krankheitsbild auf 12 bis 35 Prozent geschätzt, insbesondere bei vielen Langzeitbehandlungen ist sie besonders hoch. Hier kann eine  pharmazeutische Betreuung besonders über Aufklärung und Motivation der Patienten ansetzen.

## SOAP-Schema
Zur Erkennung und Beseitigung von arzneimittelbezogenen Problemen wird, vor allem in Krankenhäusern und Klinischer Pharmazie das Vorgehen nach dem SOAP-Schema angewendet:
- S – Sammeln von subjektiv wahrgenommenen Beschwerden, etwa durch Befragung. Beispiel: Patient klagt über Schmerzen.
- O – Sammeln von objektiven Daten (Messdaten). Beispiele: renale Clearance, Blutdruck.
- A – Analyse: welches arzneimittelbezogene Problem liegt vor? Beispiele: Non-Compliance, Medikamentenwechselwirkung.
- P – Plan zur Lösung der arzneimittelbezogenen Probleme: Wie kann man die Compliance verbessern? Wie kann man die Medikamentenwechselwirkung beseitigen?